# (73072) 2002 FC38
(73072) 2002 FC38 – planetoida z pasa głównego asteroid okrążająca Słońce w ciągu 3,54 lat w średniej odległości 2,32 j.a. Odkryta 30 marca 2002 roku.